# Vadim Sachourine
Pour les articles homonymes, voir Vadim.
Vadim Leonidovitch Sachourine (en russe : Вадим Леонидович Сашурин ; en anglais : Vadim Sashurin), né le 19 février 1970 à Petrozavodsk, est un biathlète biélorusse.

## Carrière
Il a commencé sa carrière au plus haut niveau en 1989 dans la Coupe du monde, sous les couleurs soviétiques. En 1992-1993, il intègre la nouvelle équipe de Biélorussie après l'éclatement de l'URSS et obtient son premier podium en 1994, puis sa première victoire en 1996 au sprint d'Östersund. Il réalise sa meilleure saison dans cette compétition en 2000, où il remporte sa deuxième et dernière course à l'occasion du sprint de Khanty-Mansiysk, l'aidant à se classer septième au général.
Dans sa carrière, il a été trois fois champion du monde à chaque fois dans des épreuves collectives (1996, 1997 et 1999) et est monté sur trois podiums individuels lors des Championnats du monde : médaille de bronze de l'individuel en 1996 et 1999 et médaille d'argent de l'individuel en 2001, pour ses derniers mondiaux. Il a aussi participé à trois éditions des Jeux olympiques de 1994 à 2002, terminant quatrième en relais en 1998 et deux fois dans le top 10 d'épreuves individuelles en 2002.
En septembre 2002, il subit un contrôle antidopage positif et est suspendu quinze mois par l'IBU. Après son retour en 2004, il n'arrive plus à se classer parmi les meilleurs.
Il prend sa retraite sportive en 2006, puis devient entraîneur.

## Palmarès

### Jeux olympiques d'hiver
| Épreuve / Édition      | Individuel | Sprint | Poursuite                        | Relais |
| ---------------------- | ---------- | ------ | -------------------------------- | ------ |
| JO 1994 Lillehammer    | 28e        | -      | Épreuve inexistante à cette date | -      |
| JO 1998 Nagano         | 13e        | 46e    | Épreuve inexistante à cette date | 4e     |
| JO 2002 Salt Lake City | 9e         | 12e    | 10e                              | 8e     |

Légende :
- : épreuve inexistante lors de cette édition.

### Championnats du monde
| Mondiaux \ Épreuve       | individuel                | Sprint         | Poursuite                        | Départ en masse                  | Relais                    | Course par équipes               |
| 1993 Borovets            | 61e                       |                | Épreuve inexistante à cette date | Épreuve inexistante à cette date |                           | 6e                               |
| 1994 Canmore             | JO Albertville            | JO Albertville | Épreuve inexistante à cette date | Épreuve inexistante à cette date | JO Albertville            | 9e                               |
| 1995 Antholz-Anterselva  | 44e                       | 14e            | Épreuve inexistante à cette date | Épreuve inexistante à cette date | Médaille de bronze, monde | 8e                               |
| 1996 Ruhpolding          | Médaille de bronze, monde | 42e            | Épreuve inexistante à cette date | Épreuve inexistante à cette date | Médaille de bronze, monde | Médaille d'or, monde             |
| 1997 Osrblie             | 26e                       | 27e            | 11e                              | Épreuve inexistante à cette date | 4e                        | Médaille d'or, monde             |
| 1998 Pokljuka Hochfilzen | JO Lillehammer            | JO Lillehammer | 12e                              | Épreuve inexistante à cette date | JO Lillehammer            | 12e                              |
| 1999 Kontiolahti Oslo    | Médaille de bronze, monde | 20e            | 26e                              | 14e                              | Médaille d'or, monde      | Épreuve inexistante à cette date |
| 2000 Oslo Lahti          | 12e                       | 14e            | 14e                              | 11e                              | 4e                        | Épreuve inexistante à cette date |
| 2001 Pokljuka            | Médaille d'argent, monde  | 16e            | 12e                              | 5e                               | Médaille d'argent, monde  | Épreuve inexistante à cette date |

Légende :

 : première place, médaille d'or

 : deuxième place, médaille d'argent

 : troisième place, médaille de bronze

 : épreuve inexistante

— : pas de participation à cette épreuve

### Coupe du monde
- Meilleur classement général : 7e en 2000.
- 9 podiums individuels : 2 victoires, 6 deuxièmes places et 1 troisième place.
- 2 victoires en relais.

#### Détail des victoires
| Saison / Épreuve | Individuel | Sprint          | Poursuite | Mass start | Total |
| 1996-1997        |            | Östersund       |           |            | 1     |
| 1999-2000        |            | Khanty-Mansiïsk |           |            | 1     |
| Total            | 0          | 2               | 0         | 0          | 2     |

#### Classements annuels
| Année | Classement général final |
| 1993  | 70e                      |
| 1994  | 11e                      |
| 1995  | 19e                      |
| 1996  | 14e                      |
| 1997  | 19e                      |
| 1998  | 21e                      |
| 1999  | 8e                       |
| 2000  | 7e                       |
| 2001  | 11e                      |
| 2002  | 15e                      |
|       |                          |
| 2005  | 73e                      |
| 2006  | 85e                      |

### Championnats d'Europe
- Médaille d'or du relais en 1995.
- Médaille d'argent du relais en 1996.

### Championnats du monde de biathlon d'été (cross)
- Médaille d'or de la poursuite en 1999.
- Médaille d'argent du sprint en 1999.
- Médaille d'argent du relais en 2002.
- Médaille de bronze de l'individuel en 1996.